# District d'Almora
Le district d'Almora  (hindi : अल्मोड़ा जिला) est un district  de l'état de l'Uttarakhand, en Inde,

## Géographie
Au recensement de 2001, sa population compte 630 567 habitants.
Son chef-lieu est la ville de Almora. 